# Niccola Monti
Niccola Monti, accreditato talvolta come Nicola Monti (Pistoia, 23 settembre 1781 – Cortona, 29 gennaio 1864), è stato un pittore italiano.

## Biografia
Figlio di Domenico e di Anna del Taglia, Niccola nacque a Pistoia il 23 settembre 1781, ove ebbe i primi insegnamenti artistici dal pittore Jean-Baptiste Desmarais, applicato alla fine del secolo negli affreschi di palazzo Tolomei (ora perduti).
Ottenuta una borsa di studio di durata settennale della Fondazione Jacopo dal Gallo, si trasferì a Firenze per iscriversi all'Accademia di Belle Arti sotto la direzione di Pietro Benvenuti (1803) e di Desmarais come maestro di disegno, nella scuola del quale ebbe l'opportunità di mostrare il suo lavoro a Chateaubriand.
Sotto la protezione del barone Fauchet, prefetto napoleonico, nel 1810 dipinse "Francesca da Rimini nell'Inferno", tela poi acquistata dal mercante livornese Luigi Fauquet. Nel 1813 su commissione del Municipio di Pistoia soggiornò alcuni mesi a Lucca per copiare un ritratto di Napoleone da una tela di Robert Lefèvre, opera distrutta a Pistoia nel 1814 nel corso di una sommossa antibonapartista. Nello stesso anno, fra aprile e maggio, fu a Roma ospite del generale Pignatelli Cerchiara.
A Roma si incontrò con l'amata contessa Eleonora Nencini Pandolfini, sacerdotessa dell'arpa ne "Le Grazie" di Ugo Foscolo (già frequentata dal Monti a Firenze nello storico palazzo di via San Gallo); inoltre ritrovò amici e colleghi come Francesco Nenci e Matilde Malenchini, ed entrò in contatto con Vincenzo Camuccini, Canova, Bertel Thorvaldsen.
Nel 1815 fece un viaggio a Bologna e a Ferrara in compagnia del fratello di Benvenuti, Niccola, del conte Brighenti architetto, e di Giuseppe Bezzuoli, suoi condiscepoli, per andare incontro a Pietro Benvenuti e al presidente dell’Accademia Giovanni Degli Alessandri, di ritorno da Parigi ove si erano recati per recuperare le opere d'arte trafugate da Napoleone.
Nel 1816 dipinse in mezzo-fresco "Caino maledetto da Dio" in un riquadro dell'atrio della Basilica della Madonna dell'Umiltà in Pistoia. Nel mese di luglio dello stesso anno sta terminando la "Storia della vera Croce" e quattro profeti Geremia, Baruch, Ezechiello e Isaia in un soffitto degli appartamenti del "Quartiere nuovo" in Palazzo Pitti a Firenze (attuale sala 8).
Nel 1817 fu chiamato a sostituire per sei mesi Giuseppe Bezzuoli come aiuto del maestro di disegno nell'Accademia delle belle arti di Firenze. Di quel periodo ritroviamo la fisionomia del Monti nel ritratto che gli fece il suo allievo Gilbert Stuart Newton (Museo Civico, Pistoia). Nel settembre del 1818, dopo una breve sosta a Venezia, si recò in Polonia a seguito del conte Paolo Cieszkowskii.
Monti rimarrà lontano da Firenze per più di tre anni, fino a tutto dicembre 1821, dimorando per circa otto mesi anche a Varsavia e un anno a San Pietroburgo.
Seguendo i suoi scritti, in particolare "Poliantea" al capitolo Mio viaggio nel nord, Lucca 1829, e il fascio di lettere scritte a Sebastiano Ciampi (Biblioteca Forteguerriana, Pistoia), è possibile seguire l'itinerario del viaggio e annotare un gruppo consistente di opere dell'artista. A Surkov, ove si trovava la dimora del Cieszkowski, dal novembre 1818 al settembre 1820 dipinse in tela per la chiesa del villaggio "La caduta di S. Paolo" e "S. Sofia che esorta le sue tre figlie a soffrire il martirio", mentre nel palazzo del conte realizzò diverse opere murali, fra cui "La nascita di Giove", "Mosè che riceve le tavole della legge", "Zefiro che porta Psiche e Amore", "Ettore rimproverante Paride che se ne stava con Elena", "La morte del principe Poniatwskj", "Giovanni Sobiewski a cavallo calpestante Turchi", "Kasimiro il Grande con suo codice", "L'Imperatore Alessandro" (la cui presenza in effigie salvò, scrive il Monti, il palazzo dal sacco dei russi).
A Varsavia dall'aprile al dicembre del 1819 dipinse alcune figure nel quartiere principale del palazzo del Vice-Re principe Zaiæncek, seguirono il ritratto dell'"Imperatore Alessandro", del conte Zaluki, del Glugsbergh, del professor Ciampi e vari altri. A Pietroburgo dal novembre 1820 all'ottobre 1821 dipinse "La Madonna, che appoggiata al sepolcro contempla il corpo morto del suo divino Figliolo", a cui dopo tre mesi di lavoro seguirà il ritratto del "Conte di Kotschoubey, ministro dell'Interno, e del "Conte generale Ozarowski" con la moglie e un nipotino, a cui seguirono diversi altri lavori.
A Vienna tra novembre e dicembre dello stesso anno ritrae in litografia il medico pistoiese Cappellini ed il Conte d'Elci.
Rientrato in patria, all'inizio del 1822 fu chiamato a dipingere in Palazzo Borghese, "Bacco e Arianna nell'isola di Nasso", nella volta della galleria, e una "Notte" in un vestibolo presso la scala maggiore (scialbata). Nell'aprile dello stesso anno acquistò dal suo maestro Benvenuti un ritratto in tavola di Eleonora Pandolfini, sul retro del quale, presso la data di nascita di lei (2 ottobre 1784) impresse il monogramma "E", cifra con la quale Monti, in omaggio a Eleonora, contrassegnò (talvolta con sottili nascondimenti) quasi tutte le sue opere.
All'inizio del 1824 dipinse per la Comunità pistoiese il "Ritratto di Ferdinando III di Lorena" in costume di gran maestro dell'ordine di Santo Stefano, ritratto che fu collocato nella stessa cornice che già conteneva la distrutta effigie di Napoleone (Museo Civico, Pistoia).
Nel 1828 fu a Pescia ove dipinse alcuni soffitti del piano nobile di Palazzo Sainati, tra questi "Bacco e Arianna nell'isola di Nasso" e "Il ratto delle Sabine". Sempre a Pescia, l'anno successivo, dipinse nelle pareti di Palazzo Magnani, "L'innamoramento di Buondelmonte con la Donati", "La congiura dei parenti della Amadei" e "La morte di Buondelmonti a piè della statua di Marte a Ponte Vecchio", lavori evocati in alcuni sonetti giovanili di Giuseppe Giusti. In palazzo Magnani, oltre ai lavori accennati, l'artista dipinse in campo circolare nel soffitto di tre sale un'"Allegoria" (forse della Fede che appare a un crociato); un Cavaliere (sul tipo del Castruccio Castracani che aveva disegnato in litografia nel 1827), e alcuni guerrieri che invitano un giovane a giurare.
Si ritiene che a Vienna e in Polonia prendesse accordi con il movimento insurrezionale polacco e con i capi russi della futura rivolta decabrista del 1825, essendo anche un affiliato della carboneria bolognese.
Nel 1823 pubblicò a Roma il volumetto Dodici vedute pittoresche di Roma e suoi contorni. Frattanto si recò varie volte a Lucca, dove era membro dell'Accademia dei Filomati.
Nel 1834 pubblicò a Firenze Dell'arte della pittura, sorta di manuale teorico-pratico per pittori.
Dal 1840 insegna disegno a Cortona, alla Pubblica Scuola di disegno e architettura.
Monti usava firmare le opere che riteneva migliori con una "E", stante per l'iniziale della contessa Eleonora Nencini Pandolfini, oggetto dell'amore platonico di Ugo Foscolo e di Monti stesso.
Morì a Cortona il 29 gennaio 1864, dopo aver dato alla stampa la sua ultima opera autobiografica Memorie inutili (Castiglion Fiorentino, 1860).

## Pubblicazioni
- Poliantea di Niccola Monti pittore pistojese, Lucca, presso la Ducale Tipografia Bertini, 1829
- Cappella dipinta da Giovanni da S. Giovanni, 1832
- Della lode e del biasimo, 1833
- Il mio studio, 1833
- Dell'arte della pittura, 1834
- Agatos, o sia L'uomo da bene, 1835
- Riposo, 1854
- Dell'Arte della pittura, su books.google.it.
- Memorie inutili per N.M.p.p., Castiglion Fiorentino, tipografia di V. Grazzini-Maccioni, 1860